# Großer Picho
Der Große Picho (obersorbisch Wulki Pichow) ist ein Berg im Lausitzer Bergland in Sachsen (Deutschland).

## Entstehung des Namens
In der überschwänglich romantischen Zeit des 19. Jahrhunderts wurde der Große Picho auch Oberlausitzer Rigi, verglichen mit dem berühmten Berg in der Schweiz, genannt. Offiziell hieß er damals Belzberg nach den hiesigen Waldbesitzern Belz aus Tautewalde. 1826 wurde er Dretschener Pychow genannt. Sprachwissenschaftler deuten den Namen Pychow als mit wenig Erdreich bedeckte Höhe oder Brandfleck auf Felsen, beides wie vieles aus der Region aus sorbischen Begriffen abgeleitet.
Die Bedeutung bestätigt sich im Lausitzisch Wendischen Wörterbuch (erschienen 1866) von Christian Traugott Pfuhl: „pichow – Kuppe, Brandfleck“. Das zugrunde liegende Wort ist veraltet und wird im modernen Obersorbischen nicht mehr verwendet.

Auf einer Tafel auf dem Berggipfel ist folgende volksetymologische Erklärung zu lesen: 

„Wie der Picho zu seinem Namen kam:
 Als in alter Zeit noch dichter Urwald unsere Berge bedeckte, siedelten sich im Tale Wenden an. Eines Tages kletterten einige von ihnen mühsam zum Gipfel dieses Berges empor. Der zuerst auf einer kahlen Stelle oben Angekommene rief seinem Begleiter zu: ‚Bech jow!‘. Das sprach man ‚bich jow‘ und es heißt: ‚Ich war da!‘. Dieser Ausruf gab dem Berg den Namen Picho!“

## Lage und Umgebung
Folgende Ortschaften (Gemeinden in Klammern) umgeben den Picho: 
| Diehmen (Doberschau-Gaußig)    | Dretschen (Doberschau-Gaußig)               | Arnsdorf (Doberschau-Gaußig) |
| Neudiehmen (Doberschau-Gaußig) | Kompassrose, die auf Nachbargemeinden zeigt | Irgersdorf (Wilthen)         |
| Neukirch/Lausitz               | Tautewalde (Wilthen)                        | Wilthen                      |

Auf dem Gipfel befindet sich eine Berggaststätte und ein Sendeturm der Telekom. Südlich des Berges entspringt das Butterwasser.

## Geschichte
Nach den eher schwärmerischen Jahren mit verschiedensten Namen für den Berggipfel bekam der Große Picho erst sehr spät eine Bergbaude. 1927 errichtete ein Tautewalder Einwohner eine einfache Schutzhütte. Durch den anschwellenden Besucherstrom konnte die Bergwirtschaft ausgebaut und erweitert werden. Bis heute konnte die Bergwirtschaft allen Widrigkeiten zum Trotz überleben und steht Wanderern zur Verfügung.

## Geologie
Der Große Picho ist der höchste Gipfel eines Bergzuges zwischen Wilthen und Dretschen. Er besteht hauptsächlich aus Zweiglimmergranodiorit, jedoch im Kamm liegt ein mehrere hundert Meter langer und etwa 30 Meter mächtiger Lamprophyr-Gang, dessen Gestein auch als Schmuck- oder Baustein geeignet ist. Bis Mitte des 20. Jahrhunderts wurde das Gestein industriell abgebaut und als „Lausitzer Granit“ verkauft. Ruinen des Betriebs lassen sich am Nordhang des Berges im Gelände bis heute ausmachen.
Im Gegensatz zu den meisten Bergen im Lausitzer Bergland hat er im Gipfelbereich keine bemerkenswerten Gipfelklippen.

## Wege zum Gipfel
- Neben dem Fahrweg vom westlichen Ortsausgang von Tautewalde zur Berggaststätte gibt es zahlreiche Wanderwege zum Gipfel. Diese führen sowohl von Tautewalde, Wilthen, Arnsdorf, Neukirch als auch Dretschen auf den Gipfel. Alle Wege führen durch reichen Misch- und Buchenwald.
- Seit den 1990er Jahren führt der Wanderweg der Deutschen Einheit von Görlitz nach Aachen über den Gipfel.